# Liste der Universitäten in Illinois
Liste von Universitäten und Colleges im US-Bundesstaat Illinois:

## Staatliche Hochschulen
- Chicago State University
- Eastern Illinois University
- Governors State University
- Illinois State University
- University of Illinois
  - University of Illinois at Chicago
  - University of Illinois at Springfield
  - University of Illinois at Urbana-Champaign
- Northeastern Illinois University
- Northern Illinois University
- Southern Illinois University System
  - Southern Illinois University Carbondale
  - Southern Illinois University Edwardsville
- Western Illinois University

## Private Hochschulen
- Augustana College
- Aurora University
- Barat College
- Benedictine University
- Blackburn College
- Bradley University
- Chicago School of Professional Psychology
- University of Chicago
- Columbia College Chicago
- Concordia University-River Forest
- DePaul University
- DeVry University
- Dominican University
- East-West University
- Elmhurst College
- Eureka College
- Greenville College
- Illinois College
- Illinois Institute of Art Chicago
- Illinois Institute of Technology
- Illinois Wesleyan University
- Judson College
- Kendall College
- Knox College
- Lake Forest College
- Lewis University
- Loyola University Chicago
- MacMurray College
- McKendree College
- Midwestern University
- Millikin University
- Monmouth College
- National University of Health Sciences
- National-Louis University
- North Central College
- North Park University
- Northwestern University
- Olivet Nazarene University
- Principia College
- Quincy University
- Robert Morris College
- Rockford University
- Roosevelt University
- Rosalind Franklin University of Medicine and Science
- Rush University
- University of Saint Francis
- St. Xavier University
- Shimer College
- Toyota Technological Institute at Chicago
- Trinity Christian College
- Trinity International University
- Vandercook College of Music
- Wheaton College
- Westwood College of Technology